# Фрейрас Насименто, Жералдо
Не стоить путать Дитана с одноимённым игроком, игравшим в тот же период за «Коринтианс».
Жералдо Фрейрас Насименто (порт.-браз. Geraldo Freitas Nascimento; 10 марта 1938, по другим данным — 29 января 1942, Сан-Паулу — 1 февраля 1992, по другим данным — 1994, Гуарульюс), более известный под именем Дитан (порт.-браз. Ditao) — бразильский футболист, защитник.

## Карьера
Дитан родился в районе Белен, расположенном в Восточной Зоне Сан-Паулу. Своё прозвище он получил в наследство от своего отца, Бенедито Фрейтаса Насименто, который также был футболистом и играл под этим именем за «Жувентус». Помимо самого Жералдо, в семье было ещё три брата — Адилсон, Флавио и Жилберто. При этом все четверо стали профессиональными спортсменами, Жералдо, Флавио и Жилберто играли футбол, а Адилсон стал баскетболистом, а их сестра Мария Элиза играла в волейбол. Более того, трое футболистов стали защитниками, а Жилберто, как и Жералдо выступал под именем Дитана в центре обороны.
В «Жувентусе» Жералдо начал свою карьеру, выступая за молодёжные составы команды. Оттуда он ушёл в клуб «XV ноября», после чего в 1958 году перешёл в клуб «Португеза Деспортос». За эту команду Дитан выступал 7 лет, проведя 402 матча. В 1964 году защитник перешёл в состав «Фламенго» за 15 млн крузейро, где дебютировал 1 мая во встрече с «Сантосом» (3:2) в рамках турнира Рио-Сан-Паулу. В 1965 году он помог клубу выиграть чемпионат штата Рио-де-Жанейро. Всего за клуб футболист сыграл 185 матчей и забил 2 гола. 28 января 1968 года Дитан сыграл последний матч за клуб против «Гремио» (0:2). В 1968 году защитник перешёл в клуб «Крузейро», а завершил карьеру в «Коринтиансе».

## Международная статистика
| Матчи Дитана за сборную Бразилии | Матчи Дитана за сборную Бразилии | Матчи Дитана за сборную Бразилии | Матчи Дитана за сборную Бразилии | Матчи Дитана за сборную Бразилии | Матчи Дитана за сборную Бразилии | Матчи Дитана за сборную Бразилии |
| -------------------------------- | -------------------------------- | -------------------------------- | -------------------------------- | -------------------------------- | -------------------------------- | -------------------------------- |
| №                                | Дата                             | Место проведения                 | Оппонент                         | Счёт                             | Голы                             | Турнир                           |
| 1                                | 4 июля 1965                      | Москва                           | СССР                             | 3:0                              | —                                | Товарищеский матч                |
| 2                                | 28 июля 1968                     | Асунсьон                         | Парагвай                         | 0:1                              | —                                | Кубок Освалдо Круза              |

## Достижения
- Чемпион штата Рио-де-Жанейро: 1965
- Обладатель Кубка Освалдо Круза: 1968

## Личная жизнь
Дитан был жертвой покушения. В него пять раз выстрелил Жозе Васконселос, отец девушки Ариси Карвалью, с которой он имел романтические отношения. Покушение произошло тогда, когда Жералдо пришел к дому Ванкоселоса, чтобы просить руку его дочери.
В 1987 году Дитан провёл несколько дней в тюрьме, после неудачной попытки продать украденную стерео систему.